# Манастир Светог Нила
Манастир Светог Нила, Свето Нилски скит основан 1999. године, је женска монашка установа Српске православне цркве у Северној и Јужној Америци, под омофором епископа српског Максима Васиљевића, Православна епархија западноамеричка. Налази се на острву Нелсон (познато и као острво Сетог Нила) у близини Оузинкиеја на Аљасци, недалеко од острва Кодиак. Скит Светог Нила је најудаљенији од свих 80 православних манастира у Северној Америци. Њихово острво од 50 ари насељавају само монаси. У зимским месецима када океан постане узбуркан, монахиње на острву Свети Нил могу да буду остављене изоловане од остатка цивилизације данима и недељама.
Скит Светог Архангела Михаила је географски близак скиту Светог Нила и тамошњи монаси помажу монахињама у пецању и другим пословима. Зове се „скит“ јер монахиње живе у засебним колибама у шуми, иако у пракси функционише као традиционални, православни манастир.
Часне сестре користе мали чамац или кајаке да дођу до и од свог пребивалишта да купе неопходне залихе. Током целог лета када су дани дужи и море мирно, скит доводи ходочаснике на острво.
Монахиње се придржавају монашке традиције малог, самодовољног скита, узора који је предао њихов ктитор свети Нил Сорски и други. Сестре имају свакодневну службу у својој капели и личну молитву у својим келијама. Издржавају се тако што праве молитвене конопце и честитке светаца Аљаске, као и бавећи се сопственим пецањем и баштованством. Цепају дрва за пећи на дрва да загреју своје кабине. Пошто им недостаје текућа вода, носе канте воде са извора. Они намерно не користе струју за већину уређаја како би могли да уживају у духовним и физиолошким предностима ручног рада.
Монахиње су 2021. године објавили књигу о духовном животу монаштва под насловом „Анђеоски живот: визија православног монаштва“ коју је написао њихов духовни отац јеромонах Јефрем.